# Coppa del Mondo femminile di pallavolo 1977
La II Coppa del Mondo femminile di pallavolo si è svolta dal 7 al 14 novembre 1977 ad Osaka e Gunma, in Giappone. Al torneo hanno partecipato 8 squadre nazionali e la vittoria finale è andata per la prima volta al Giappone.

## Gironi
| Girone A                           | Girone B                                 |
| ---------------------------------- | ---------------------------------------- |
| Cina Giappone Stati Uniti Ungheria | Corea del Sud Cuba Perù Unione Sovietica |

## Classifica finale
| Classifica | Squadre          |
| ---------- | ---------------- |
|            | Giappone         |
|            | Cuba             |
|            | Corea del Sud    |
| 4          | Cina             |
| 5          | Perù             |
| 6          | Ungheria         |
| 7          | Stati Uniti      |
| 8          | Unione Sovietica |